# Riccia indira-gandhiensis
Riccia indira-gandhiensis là một loài rêu trong họ Ricciaceae. Loài này được Dabhade & Hasan mô tả khoa học đầu tiên năm 1986.